# クロウバラ駅
クロウバラ駅（クロウバラえき、英語: Crowborough railway station）は、イギリス、イースト・サセックス州クロウバラにあるオクステッド線の鉄道駅。

## 歴史
1868年8月3日、ブライトン・アックフィールド・アンド・タンブリッジ・ウェルズ鉄道により「ロザーフィールド駅」として開業。その後クロウバラ駅、クロウバラ・アンド・ジャーヴィス・ブルック駅と変遷し1980年5月に再びクロウバラ駅に戻った。
現在でも隣接する貨物駅への路線が伸びているが、利用はされていない。また駅の南端には信号扱所があったが、1990年1月に閉鎖されている。
2016年には10両編成の列車に対応できるようプラットホームが拡張された。

## 運行頻度
平日オフピーク時の運行頻度は以下の通り。
- ロンドン・ブリッジ駅行き：毎時1本
- アックフィールド駅（英語版）行き：毎時1本

ピーク時には両方向とも毎時2本ずつ運行されるが、日曜日には上り線はオクステッド止まりとなる。

## 駅構造
相対式2面2線のホームを持つ地上駅。改札口は1番ホーム側のみに設置されており、2番ホームとは跨線橋で繋がっている。

### のりば
| のりば | 路線            | 方向 | 行先                   |
| ------ | --------------- | ---- | ---------------------- |
| 1      | ■オクステッド線 | 上り | ロンドン・ブリッジ方面 |
| 2      | ■オクステッド線 | 下り | アックフィールド方面   |

## 隣の駅
ネットワーク・レール
オクステッド線
■サザン（ゴヴィア・テムズリンク・レールウェイ）
イーリッジ駅 - オルドリントン駅 - バクステッド駅